# Aaigem
Aaigem ist eine Teilgemeinde von Erpe-Mere an der Molenbeek-Ter Erpenbeek in der Denderstreek in der Region Flandern. Sie liegt im Südosten der Provinz Ostflandern und gehört zum Arrondissement Aalst. Die Teilgemeinde wird begrenzt von den Teilgemeinden Burst, Bambrugge und Mere und den Gemeindegebieten von Haaltert (Teilgemeinden Haaltert und Heldergem) und Herzele (Teilgemeinden Woubrechtegem und Ressegem). Aaigem hat 2116 Einwohner (1. Januar 2003) und eine Fläche von 7,32 km². Die Bevölkerungsdichte ist 289 Einw./km².

## Geschichte
Wie alle flämischen Ortsnamen auf „-gem“ geht auch der von Aaigem etymologisch zurück auf eine germanische Zusammensetzung mit -Haim Wohnplatz, Heem (deutsch: Heim) und eine Ableitung auf „-inga“, wobei der erste Teil gewöhnlich den germanischen männlichen Namen Ago rekonstruiert, den Namen einer sonst unbekannten Person. Die Gesamtheit „Agingahaim“ bedeutet dann Agingenheem (Agingenheim im Deutschen), die Residenz der Stammesmitglieder oder Anhänger des Ago. Die frühesten Erwähnungen waren im 11. Jahrhundert.
Möglicherweise gehörte das Gebiet von Aaigem vor den Invasionen der Wikinger zu der Abtei von Sint-Pieters oder Sint-Baafs in Gent. In jedem Fall war die Kirche von etwa 1100 an im Besitz der Abtei von Anchin in Pecquencourt (heute in Nordfrankreich), die bis zur Französischen Revolution viel Grundbesitz in Aaigem hatte. Obwohl die Landwirtschaft bis ins 20. Jahrhundert die wichtigste Quelle des Lebensunterhalts blieb, gibt es traditionell eine gewisse industrielle Tätigkeit, wovon die Wassermühlen zeugen. Die bescheidene ländliche Industrie des 19. und 20. Jahrhunderts mit etlichen Molkereien ist völlig verschwunden. Während der Zeit des Feudalismus gehörte Aaigem zum Land von Aalst und in diesem Landstrich zum Land von Haaltert, später das Land von Rotselaar genannt, nach den Herren von Rotselaar, die seit Generationen Lehnsherren waren.

## Sehenswürdigkeiten
- Die Engelsmolen oder „Molen te Dalhem“ (auch Molen te Dalme genannt) ist eine oberschlächtige Wassermühle und steht in Engelsmolen 1. Früher war es eine Kornmühle, Ölmühle und Flachsschwingmühle. Später nur noch eine Kornmühle. Gesetzlich geschützt (Rijksmonument): [1]
- Die Ratmolen oder „Waterrat“ ist eine oberschlächtige Wassermühle und steht in der Ratmolenstraat 42. Früher war es eine Kornmühle und Ölmühle. Später war es allein eine Kornmühle. Gesetzlich geschützt: [2]
- Die Zwingelmolen ist eine oberschlächtige Wassermühle und steht in der Aaigembergstraat 10. Früher war es eine Kornmühle, später eine Zichorienmühle. Das Wasserrad ist entfernt gelegen und die Mühle wurde in ein Haus umgebaut. Diese steht nicht unter Denkmalschutz.
- In Aaigem steht die Sint-Niklaaskirche. Aaigem gehört zum Dekanat von Lede.

## Galerie

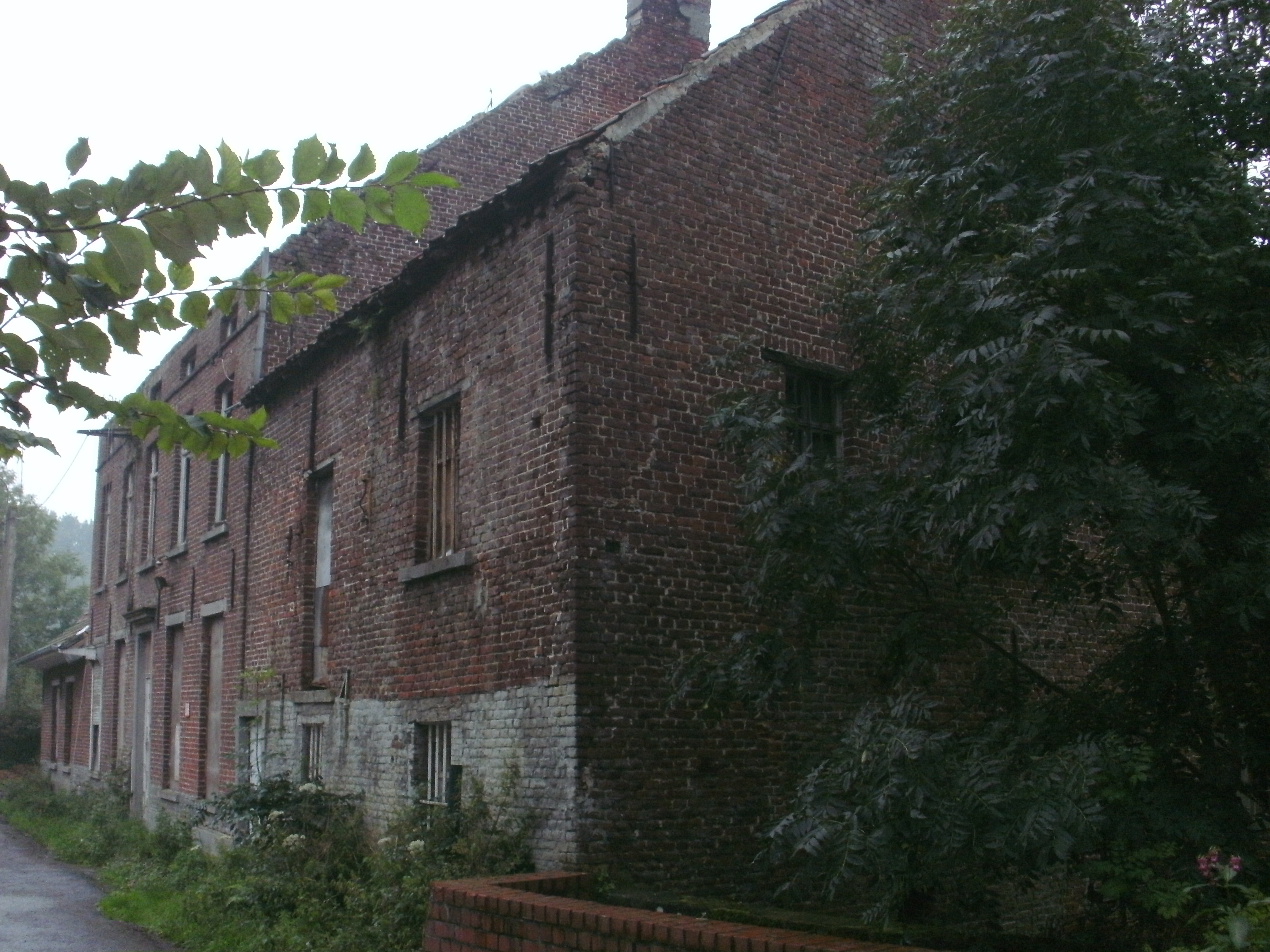
Engelsmolen in Aaigem
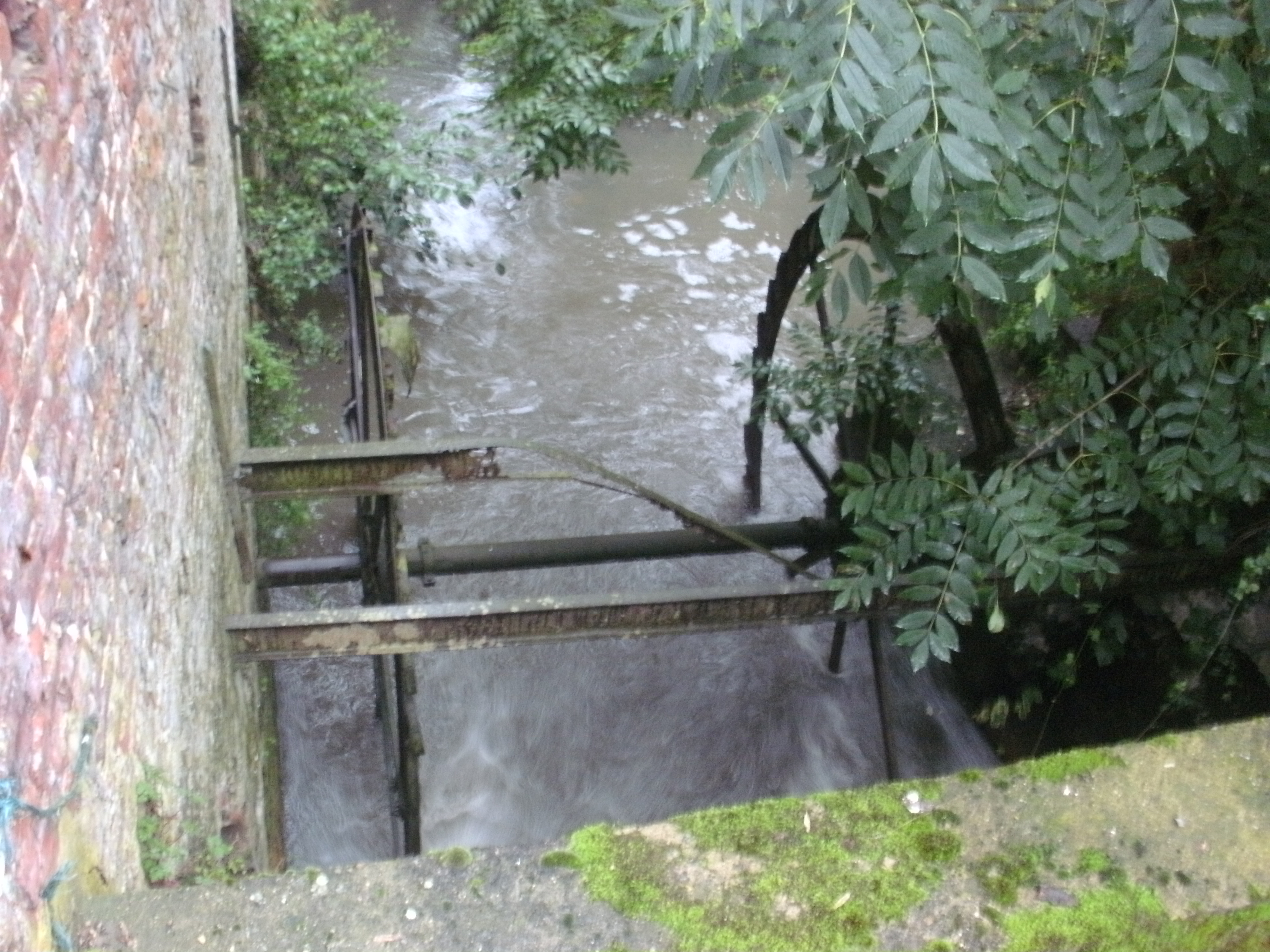
Wasserrad der Engelsmolen in Aaigem
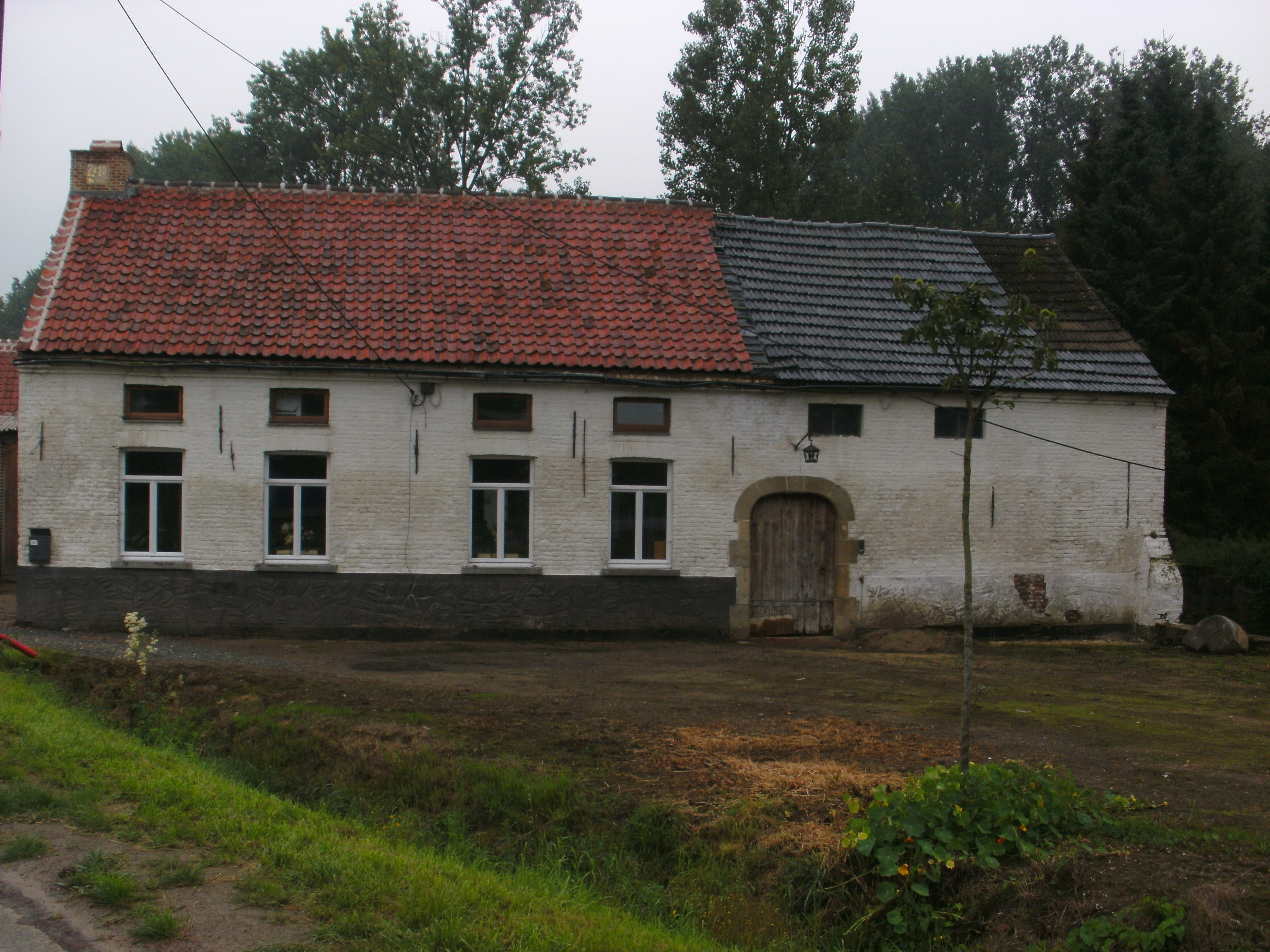
Ratmolen in Aaigem
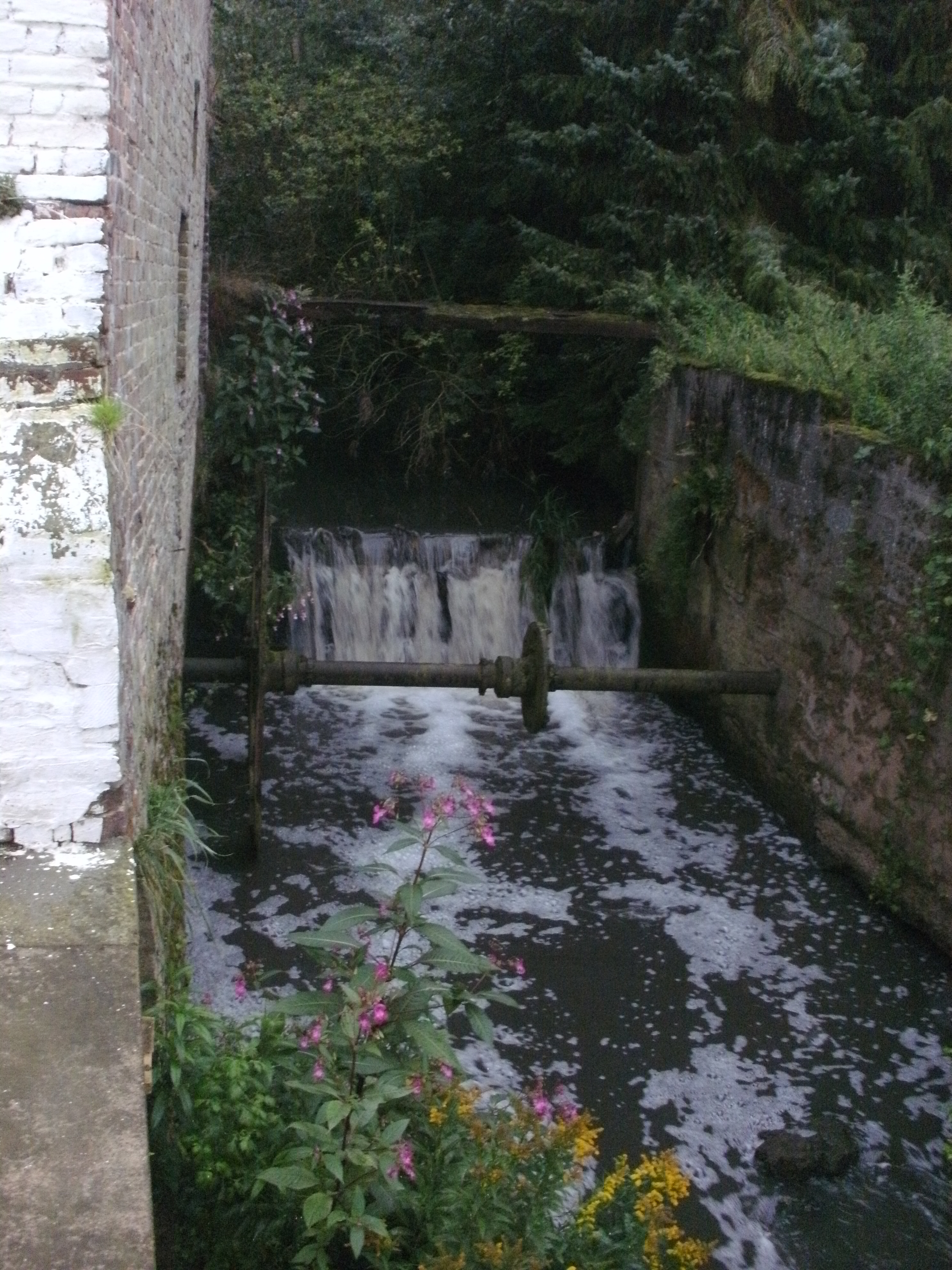
Wasserrad der Ratmolen in Aaigem
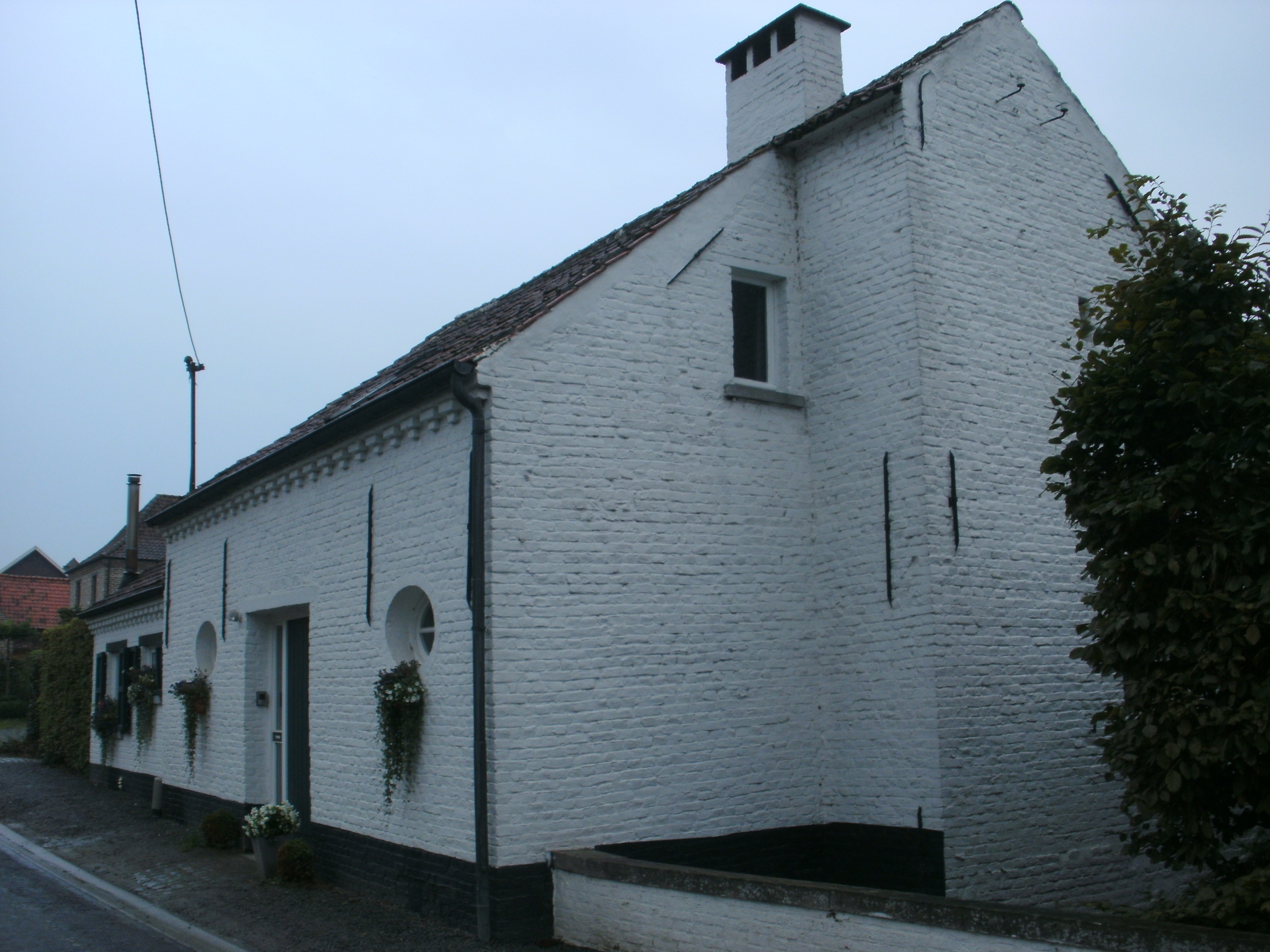
Zwingelmolen in Aaigem
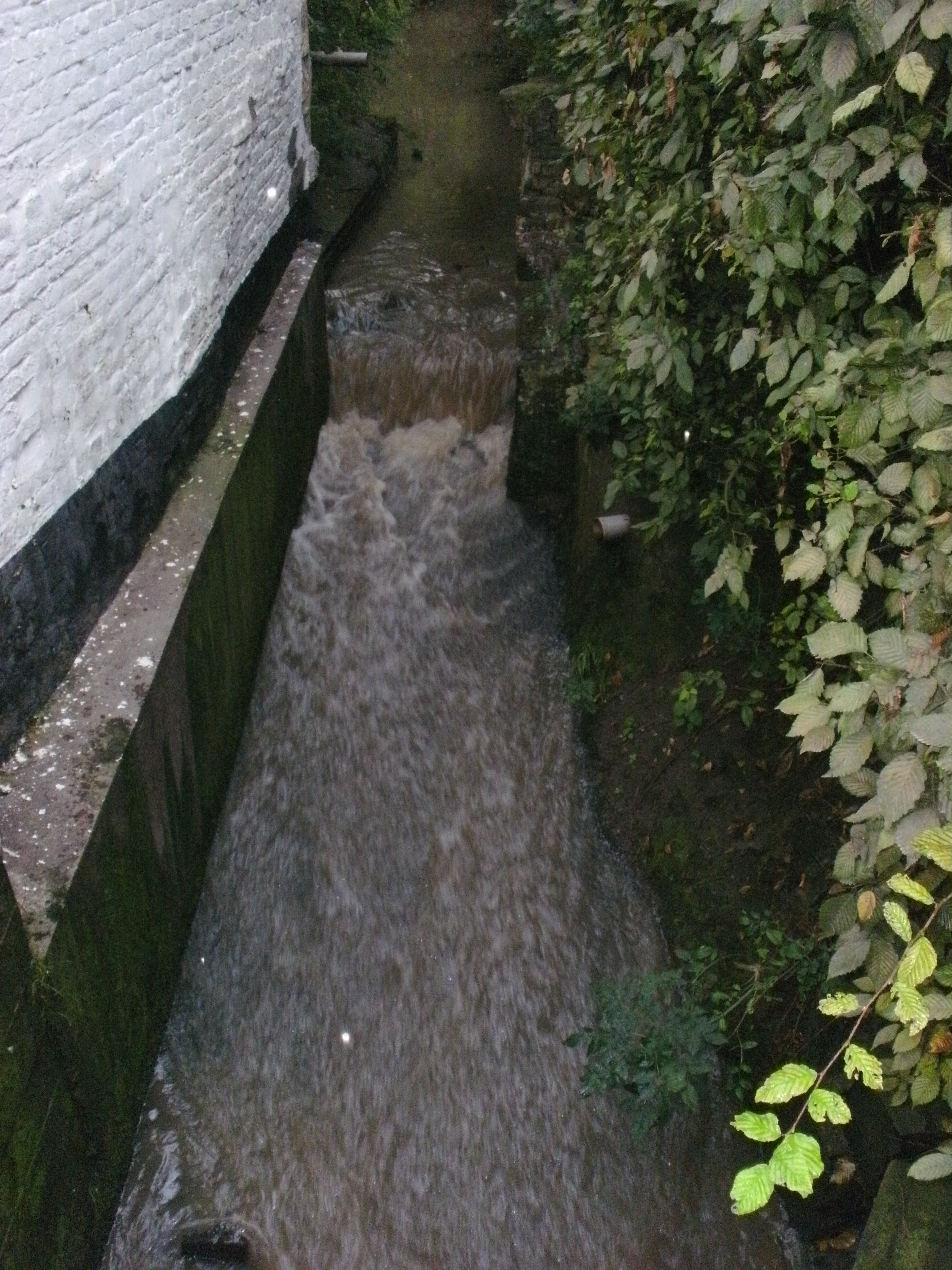
Ort wo das Wasserrad der Zwingelmolen in Aaigem war
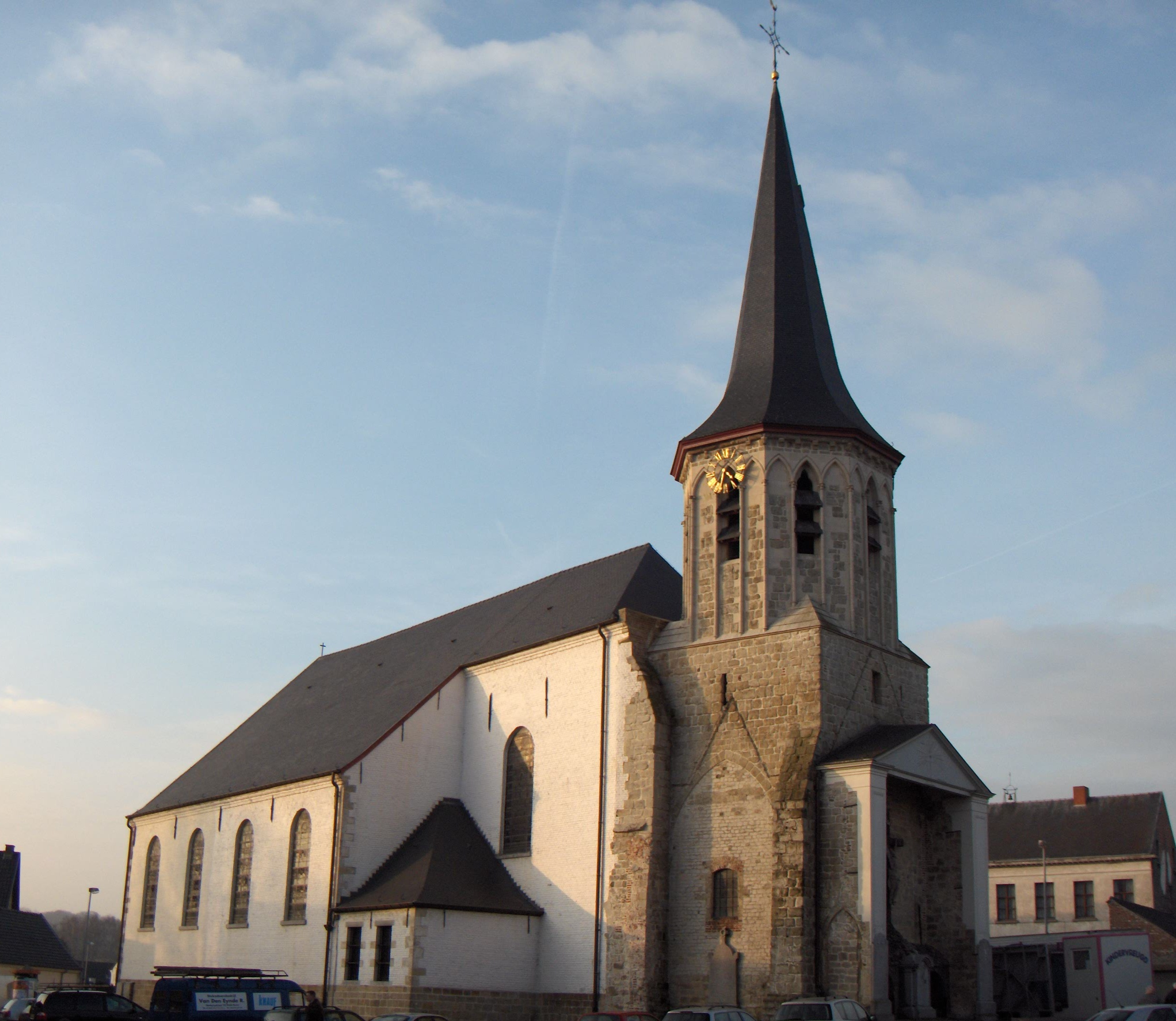
Die Kirche von Aaigem

## Sport
In Aaigem spielt der Fußballverein SK Aaigem, der derzeit (2012) in der dritten Provinzial der Provinz Ostflandern aktiv ist.

## Tourismus
- Durch Aaigem verläuft die Molenbeekroute. Die Molenbeekroute ist eine Fahrradroute, bekannt sind vor allem die Mühlen der Gemeinde Erpe-Mere und zwei Bäche, die beide den Namen Molenbeek (Mühlenbach) tragen. Durch Aaigem verläuft auch die Denderroute Süd.
- Den Dotter ist ein 205 Hektar großes Naturschutzgebiet in den Teilgemeinden Aaigem (Gemeinde Erpe-Mere) und Heldergem (Gemeinde Haaltert).

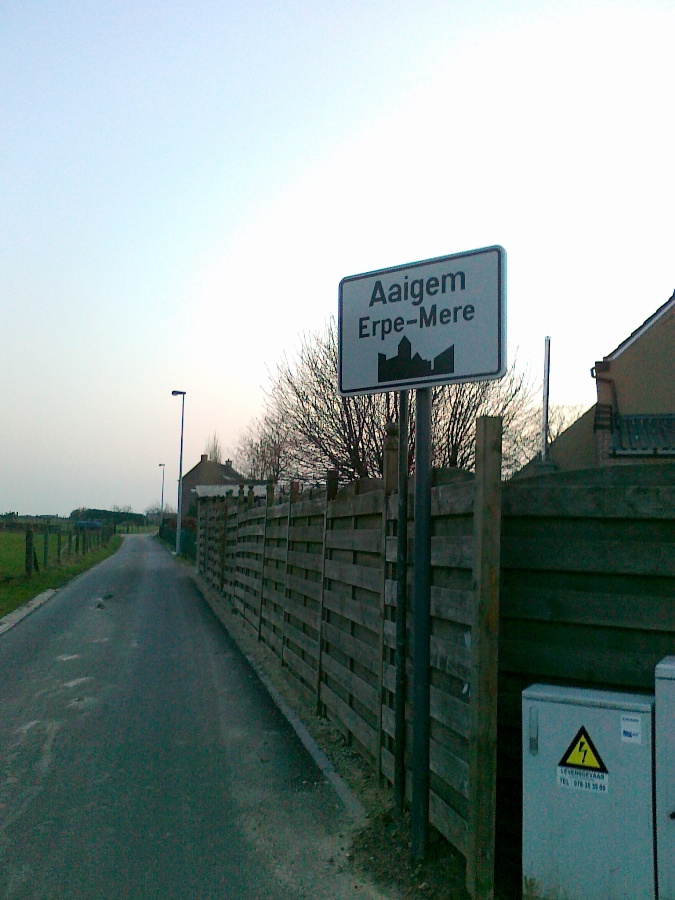
Beginn einer geschlossenen Ortschaft in Aaigem
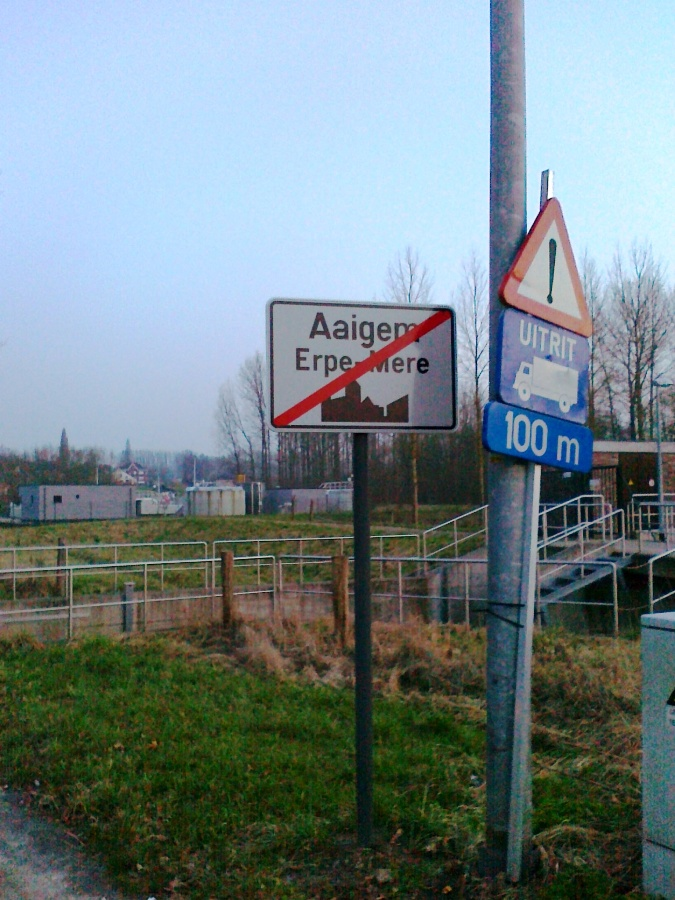
Ende einer geschlossenen Ortschaft in Aaigem